# Église du Christ-Ressuscité de Bondy
L'église du Christ Ressuscité située avenue Suzanne-Buisson à Bondy dans le département de la Seine-Saint-Denis en région Île-de-France est une église affectée au culte catholique. Elle a été édifiée dans les quartiers nord de la ville, au sein de la résidence Suzanne Buisson, un ensemble d'habitations du quartier La Noue Caillet.

## Historique
C'est en 1963 que l'évêché constate que l'église Saint-Pierre est à la fois trop éloignée, et trop petite pour les nouveaux fidèles de la ville. La décision est prise par l'association diocésaine de Paris d'édifier une nouvelle église.
Elle est alors construite en 1965. En octobre 2017, l'église accueille les reliques de Sainte Thérèse de Lisieux.

## Architecture
C'est un édifice de style moderne, conçu par l'architecte Henri Colboc. Il allie des matériaux comme le béton, le métal, la brique ou encore le bois, et surmonté d'une toiture plate. Il comprend une salle principale de 935 mètres carrés, une salle de réunion de 280 m², un préau et un presbytère.

## Paroisse
Elle rassemble environ un millier de paroissiens, de quatre-vingt-dix nationalités.